# 光明寺 (大田区)
光明寺（こうみょうじ）は、東京都大田区鵜の木にある浄土宗の寺院。

## 概要
天平年間（729年 – 749年）、行基によって開山された。その後弘仁年間（810年 – 824年）に弘法大師空海によって再興されて真言宗の寺院となり、「関東高野山」の異名をとった。
ところが寛喜年間（1229年 – 1232年）になり浄土宗に転宗した。当寺の行観は、弘法大師の寺が消滅することを惜しみ、別に一寺（宝幢院）を設けて隠棲し、二世以降を真言宗の僧侶に譲ることにしたという。そういう経緯から、宝幢院と同じ院号・寺号「宝幢院光明寺」を持ち、当寺は「光明寺」を、もう片方の寺は「宝幢院」を通称とすることになった。
1239年（延応元年）には、浄土宗西山派から浄土宗鎮西派に転属している。

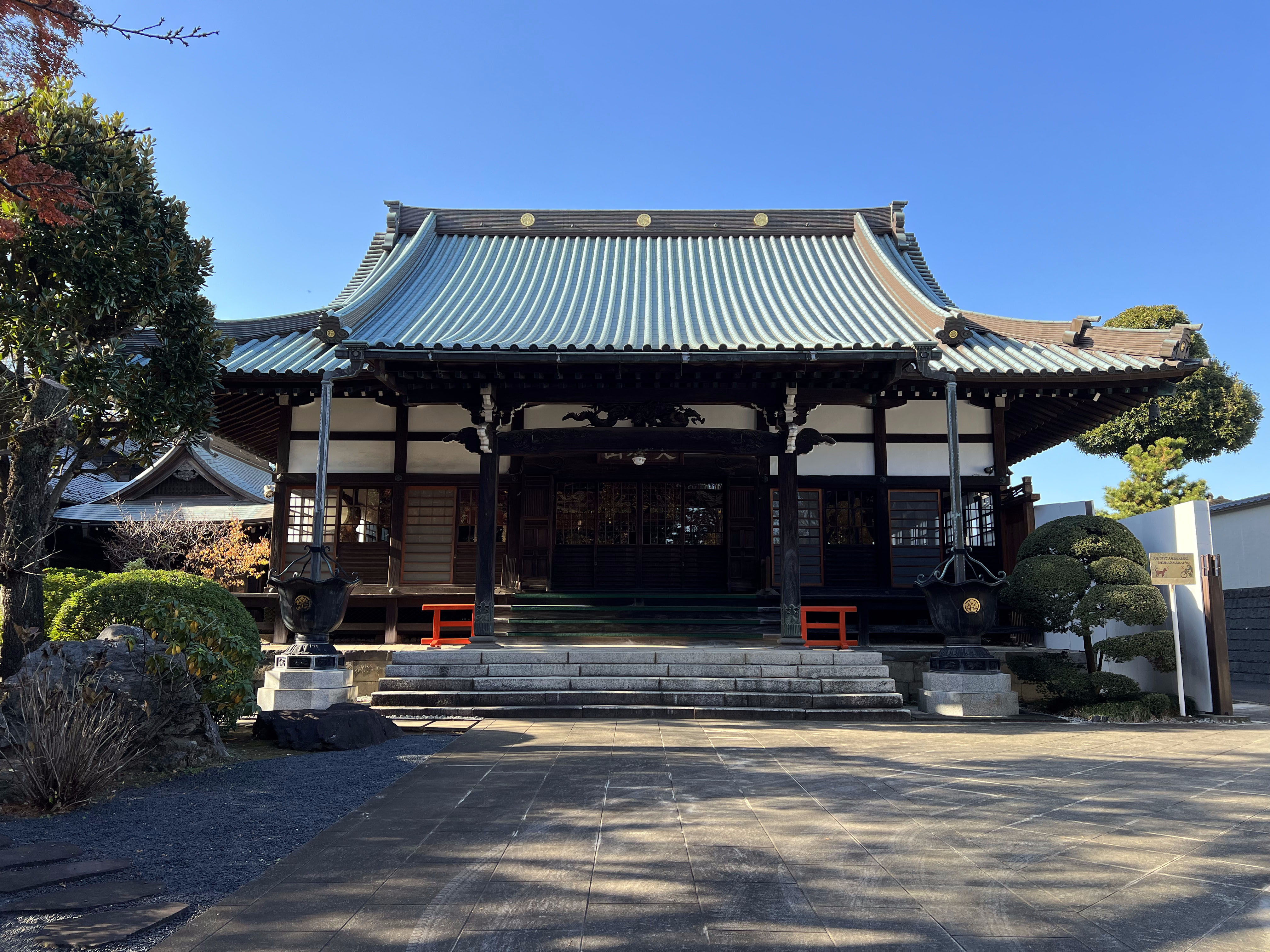
本堂
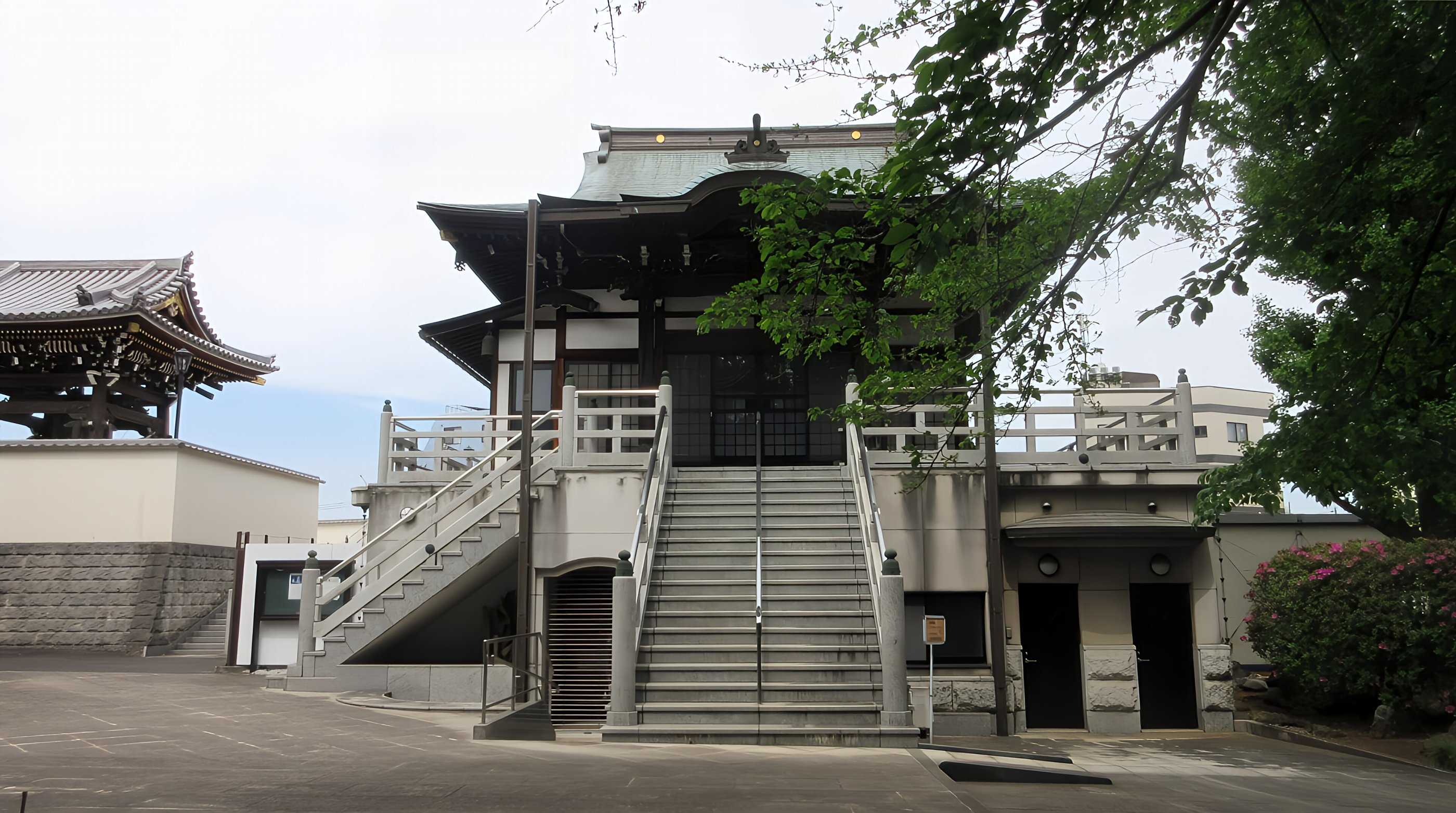
光明寺阿弥陀堂
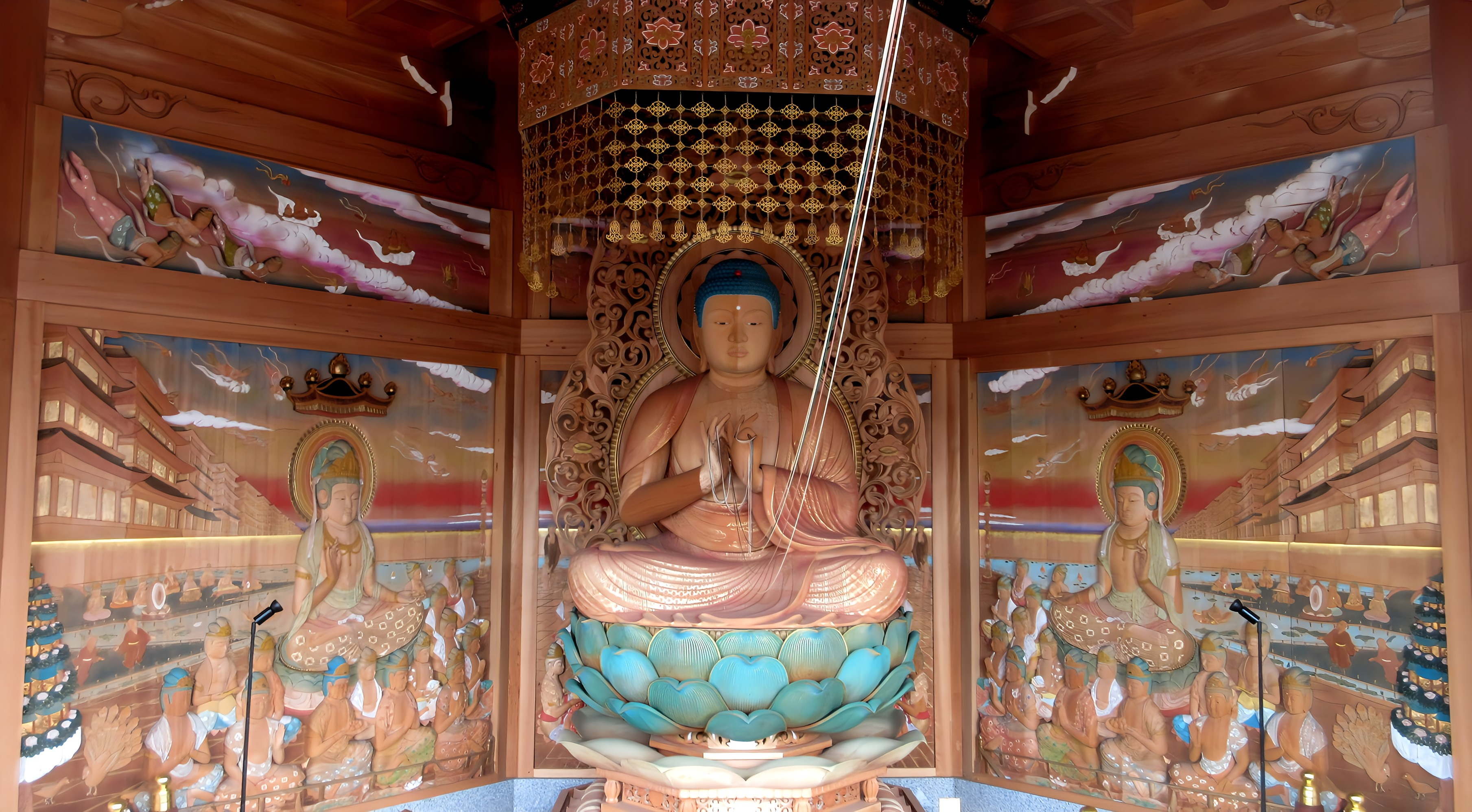
倶会堂(八角堂) 内部・仏と紐で繋がる結縁

## 交通アクセス
- 下丸子駅より徒歩5分。

## 関連文献
- 斎藤長秋 編「巻之二 天璇之部 大金山光明寺」『江戸名所図会』 一、有朋堂書店、421,423-428頁。NDLJP:1174130/216。